# Un medico in famiglia
Un medico in famiglia (Español: Un médico en la familia) es una serie de televisión italiana que se emite en la RAI desde el año 1998.
La serie está basada en la serie española Médico de familia.

## Temporadas
| Temporada | Temporada | Episodios | Estreno                  | Final                   |
| --------- | --------- | --------- | ------------------------ | ----------------------- |
|           | 1ª        | 52        | 6 de diciembre de 1998   | 30 de mayo de 1999      |
|           | 2ª        | 26        | 27 de febrero de 2000    | 21 de mayo de 2000      |
|           | 3ª        | 26        | 16 de marzo de 2003      | 25 de mayo de 2003      |
|           | 4ª        | 26        | 26 de septiembre de 2004 | 3 de diciembre de 2004  |
|           | 5ª        | 26        | 15 de marzo de 2007      | 29 de mayo de 2007      |
|           | 6ª        | 26        | 20 de septiembre de 2009 | 23 de noviembre de 2009 |
|           | 7ª        | 26        | 27 de marzo de 2011      | 26 de mayo de 2011      |
|           | 8ª        | 26        | 3 de marzo de 2013       | 19 de mayo de 2013      |
|           | 9ª        | 26        | 16 de marzo de 2014      | 29 de mayo de 2014      |
|           | 10.ª      | 26        | 7 de septiembre de 2016  | 24 de noviembre de 2016 |

## Producción
- Datos: Q635327